# Tayfur Havutçu
Tayfur Havutçu (* 23. April 1970 in Hanau), in der Türkei auch kurz Tayfur genannt, ist ein in Deutschland geborener und aufgewachsener ehemaliger türkischer Fußballspieler und -trainer. Er spielte den größten Teil seiner Karriere in der Türkei und war zehn Jahre lang für die türkische Nationalmannschaft aktiv. Obwohl er auch für den Erzrivalen Fenerbahçe Istanbul tätig gewesen war, wird er eher mit Beşiktaş Istanbul assoziiert und als einer der wichtigsten Spieler der Vereinshistorie dieses Vereins angesehen. Er ist verwandt mit dem ehemaligen Vereinspräsidenten Süleyman Seba.

## Spielerkarriere

### Verein
Der in Hanau geborene Havutçu spielte zu Beginn seiner Karriere für die SpVgg. 1910 Langenselbold in der Landesliga Süd und in der Saison 1991/92 für die SG Egelsbach (31 Spiele / 8 Tore) in der Oberliga Hessen. In der Saison 1992/93 spielte er beim Zweitligisten SV Darmstadt 98 und brachte es auf 35 Einsätze, in denen ihm zwei Tore gelangen. Er verließ den Verein, als dieser am Saisonende aus der 2. Bundesliga abgestiegen war.
Anschließend wechselte Havutçu zu Fenerbahçe Istanbul, wo er der Mannschaft zwei Jahre lang angehörte. Danach war er weitere zwei Jahre im Kader von Kocaelispor aus İzmit. Von 1997 bis zu seinem Karriereende 2005 spielte er mit der Trikotnummer 3 für Beşiktaş Istanbul in der Süper Lig, der höchsten Spielklasse im türkischen Profifußball.

### Nationalmannschaft
Von 1994 bis 2004 war Havutçu in der türkischen Fußballnationalmannschaft aktiv und bestritt 45 Länderspiele, in denen ihm sechs Tore gelangen.
Er gehörte bei der Weltmeisterschaft 2002 zum Kader der türkischen Mannschaft, die den dritten Platz belegte. Zudem nahm er mit der Nationalmannschaft an der 2000 teil und erreichte mit ihr das Viertelfinale.

## Trainerkarriere
Havutçu startete seine Trainerkarriere im Januar 2007 mit einer Co-Trainer Tätigkeit bei Beşiktaş Istanbul. Hier assistierte er dem französischen Cheftrainer Jean Tigana. Nach dieser zwei Spieltage vor Saisonende seinen Posten verlassen hatte, betreute Havutçu die Mannschaft die verbleibenden zwei Spieltage interimsweise als Cheftrainer. In der neuen Saison kehrte er zu seiner Co-Trainertätigkeit zurück und begann dem neuen Cheftrainer Ertuğrul Sağlam, seinem früheren Mitspieler, zu assistieren. Nach Sağlam, gehörte Havutçu auch zum Trainerstab der nachfolgenden Cheftrainer Mustafa Denizli und Bernd Schuster. Da Letzterer im März 2011 von seinem Amt zurückgetreten war, wurde Havutçu erneut zum Cheftrainer befördert und betreute die Mannschaft bis zum Saisonende. Er führte die Mannschaft am Saisonende zum Türkischen Pokalsieg. Trotz dieses Erfolges setzte der Verein den Vertrag mit Havutçu über das Saisonende nicht weiter fort und ersetzte ihn durch Carlos Carvalhal.
Nachdem Havutçu ab dem Sommer 2011 ohne Tätigkeit geblieben war, übernahm er im April 2012 Beşiktaş ein drittes Mal als interimer Cheftrainer und betreute den Klub bis zum Saisonende. Im März 2016 wurde er beim Zweitligisten Adanaspor als Cheftrainer eingestellt. Bereits gegen Ende April 2016 verließ er nach ausbleibendem Erfolg diesen Verein wieder. Tayfur Havutçu war vom 4. August 2017 bis zum 11. Juli 2019 als Co-Trainer neben Mircea Lucescu in der Türkische Fußballnationalmannschaft tätig.
Am 4. Dezember 2019 trat Tayfur Havutçu beim türkischen Erstligisten Kasımpaşa Istanbul an. Seinen Posten kündigte Havutçu am 19. Januar 2020 nach sieben Spielen.

## Erfolge

### Als Spieler
Mit Fenerbahce Istanbul
- Türkischer Vizemeister: 1993/94
- Premierminister-Pokalsieger: 1992/93
- TSYD-Istanbul-Pokalsieger: 1994/95

Kocaelispor
- Tabellenfünfter der Süper Lig: 1995/96
- Türkischer Pokalsieger: 1996/97

Mit Besiktas Istanbul
- Türkischer Meister: 2002/03
- Türkischer Vizemeister: 1998/99, 1999/2000
- Türkischer Pokalsieger: 1997/98, 2005/06
- Türkischer Pokalfinalist: 1998/99, 2001/02
- Türkischer Supercup-Sieger: 1997/1998
- Viertelfinalist der UEFA Europa League: 2002/03

Mit der türkischen Nationalmannschaft
- Viertelfinalist der Fußball-Europameisterschaft: 2000
- Dritter der Fußball-Weltmeisterschaft: 2002

### Als Trainer
Mit Besiktas Istanbul
- Türkischer Pokalsieger: 2010/11

## Stärken
Havutçu galt zu seiner aktiven Zeit als sehr lauf- und zweikampfstark. Er spielte nicht spektakulär, aber enorm effektiv und war damit ein sehr wichtiger Spieler.